# Alchemilla elisabethae
Alchemilla elisabethae är en rosväxtart som beskrevs av Sergei Vasilievich Juzepczuk. Alchemilla elisabethae ingår i släktet daggkåpor, och familjen rosväxter. Inga underarter finns listade i Catalogue of Life.